# Århusvej (Viborg)
 For alternative betydninger, se Århusvej. (Se også artikler, som begynder med Århusvej)
Århusvej er en firesporet hovedvej der går syd om Viborg, som udgør en del af Primærrute 26 mellem Aarhus og Hanstholm. 
Vejen forbinder  Søndre Ringvej, Vejlevej og den store rundkørsel i vest med motortrafikvejen Rødkærsbro Omfartsvej samt Kjellerupvej i øst.
Den længste strækning udenom Rindsholm fra Kjellerupvej til frakørsel Viborg C åbnede ca. 1965, mens den resterende strækning forbi Teglmarken til Vejlevej åbnede ca. 1970.

## Vejens klassificering
Århusvej er en statsvej på hele strækningen. Hele Århusvej er klassificeret som hovedvej efter færdselsloven.
De offentlige veje inddeles fra 2015 efter vejloven i statsveje og kommuneveje, mens de tidligere blev klassificeret i hovedlandeveje, landeveje og kommuneveje. Betydningen for en vejs klassificering som statsvej eller kommunevej er først og fremmest af administrativ karakter. Statsvejene administreres af Vejdirektoratet, mens kommunevejene administreres af kommunerne. Det er vejmyndighedens ansvar at holde sine offentlige veje i den stand, som trafikkens art og størrelse kræver. Klassifikationen som statsveje og kommuneveje har ikke betydning for Danmarks overordnede rutenummererede vejnet med Europavejsruter, Primærruter eller sekundærruter, der administreres af Vejdirektoratet i samarbejde med kommunerne. Kun veje udlagt som Europavejsruter og Primærruter kan udlægges som hovedveje efter færdselsloven.

## Fremtiden
I fremtiden er der planer om at opgradere Århusvej til firesporet motortrafikvej mellem Viborg V og Rødkærsbro Omfartsvej.